# Barry (serial telewizyjny)
Barry – amerykański serial telewizyjny (komediodramat kryminalny) wyprodukowany przez Alec Berg Inc. oraz Hanarply, którego twórcami są Alec Berg i Bill Hader. Serial jest emitowany od 25 marca 2018 roku przez HBO.

## Fabuła
Serial opowiada o Barrym Berkmanie, płatnym zabójcy, który postanawia porzucić swe zajęcie i zostać aktorem w Los Angeles. Jego przestępcze powiązania ciągle jednak dają o sobie znać.

## Obsada

### Główna
- Bill Hader jako Barry Berkman / Barry Block[2], były marine, który za namową Fuchesa został zawodowym zabójcą, lecz uparcie próbuje zerwać z przestępczą przeszłością
- Stephen Root jako Monroe Fuches[3], przestępczy „menadżer” Barry'ego, który znajduje mu kolejne zlecenia
- Sarah Goldberg jako Sally Reed[4], aspirująca aktorka, która zostaje dziewczyną Berkmana
- Henry Winkler jako Gene Cousineau[5], nauczyciel aktorstwa Barry'ego i Sally
- Anthony Carrigan jako NoHo Hank[5], podwładny Gorana, a później jego następca
- Glenn Fleshler jako Goran Pazar (sezon 1)[6], szef czeczeńskiej mafii w Los Angeles
- Sarah Burns jako det. Mae Dunn (sezon 3, drugopl. w 2 i 4), nieudolna policjantka
- Robert Wisdom jako Jim Moss (sezon 4, drugopl. w 3), ojciec Janice

### Role drugoplanowe
- Paula Newsome jako detektyw Janice Moss (sezon 1)
- Michael Irby jako Cristobal Sifuentes
- Andrew Leeds jako Leo Cousineau
- Kirby Howell-Baptiste jako Sasha Baxter
- D’Arcy Carden jako Natalie Greer
- Darrell Britt-Gibson jako Jermaine Jefrint
- Andy Carey jako Eric
- Alejandro Furth jako Antonio Manuel
- John Pirruccello jako detektyw John Loach (sezony 1-2)
- Rightor Doyle jako Nick Nicholby
- Mark Ivanir jako Vacha / Ruslan (sezon 1)
- Nikita Bogolyubov jako Mayrbek (sezon 2)
- Jessy Hodges jako Lindsay Mandel (sezon 2)
- Dale Pavinski jako Taylor Garrett (sezon 1)
- Marcus Brown jako Vaughn (sezon 1)
- Robert Curtis Brown jako Mike Hallman (sezon 1)
- Cameron Britton jako Simmer (sezon 1)
- Karen David jako Sharon Lucado (sezon 1 i 3)
- Chris Marquette jako Chris Lucado (sezon 1)
- Troy Caylak jako Akhmal (sezon 2)
- Nick Gracer jako Yandal (sezon 2)
- James Hiroyuki Liao jako Albert Nguyen (sezon 2)

## Odcinki
| Sezon | Odcinki | Oryginalna emisja w HBO | Oryginalna emisja w HBO | Oryginalna emisja w HBO Polska | Oryginalna emisja w HBO Polska | Oryginalna emisja w HBO Polska |
| Sezon | Odcinki | Premiera sezonu         | Finał sezonu            | Premiera sezonu                | Finał sezonu                   |                                |
| ----- | ------- | ----------------------- | ----------------------- | ------------------------------ | ------------------------------ | ------------------------------ |
| 1     | 8       | 25 marca 2018           | 6 maja 2018             | 26 marca 2018                  | 7 maja 2018                    |                                |
| 2     | 8       | 31 marca 2019           | 19 maja 2019            | 1 kwietnia 2019                | 20 maja 2019                   |                                |
| 3     | 8       | 24 kwietnia 2022        | 12 czerwca 2022         | 25 kwietnia 2022               | 13 czerwca 2022                |                                |
| 4     | 8       | 16 kwietnia 2023        | 28 maja 2023            | 17 kwietnia 2023               | 29 maja 2023                   |                                |

### Sezon 1 (2018)
| Nr | # | Tytuł                                                    | Reżyseria    | Scenariusz            | Premiera w HBO   | Premiera w HBO Polska |
| -- | - | -------------------------------------------------------- | ------------ | --------------------- | ---------------- | --------------------- |
| 1  | 1 | Chapter One: Make Your Mark                              | Bill Hader   | Alec Berg, Bill Hader | 25 marca 2018    | 26 marca 2018         |
| 2  | 2 | Chapter Two: Use It                                      | Bill Hader   | Alec Berg, Bill Hader | 1 kwietnia 2018  | 2 kwietnia 2018       |
| 3  | 3 | Chapter Three: Make the Unsafe Choice                    | Bill Hader   | Duffy Boudreau        | 8 kwietnia 2018  | 9 kwietnia 2018       |
| 4  | 4 | Chapter Four: Commit...To You                            | Maggie Carey | Sarah Solemani        | 15 kwietnia 2018 | 16 kwietnia 2018      |
| 5  | 5 | Chapter Five: Do Your Job                                | Hiro Murai   | Ben Smith             | 22 kwietnia 2018 | 23 kwietnia 2018      |
| 6  | 6 | Chapter Six: Listen With Your Ears, React With Your Face | Hiro Murai   | Emily Heller          | 29 kwietnia 2018 | 30 kwietnia 2018      |
| 7  | 7 | Chapter Seven: Loud, Fast, and Keep Going                | Alec Berg    | Liz Sarnoff           | 6 maja 2018      | 7 maja 2018           |
| 8  | 8 | Chapter Eight: Know Your Truth                           | Alec Berg    | Alec Berg, Bill Hader | 13 maja 2018     | 14 maja 2018          |

### Sezon 2 (2019)
| Nr | # | Tytuł                                  | Reżyseria    | Scenariusz            | Premiera w HBO   | Premiera w HBO Polska |
| -- | - | -------------------------------------- | ------------ | --------------------- | ---------------- | --------------------- |
| 9  | 1 | The Show Must Go On, Probably?         | Hiro Murai   | Alec Berg, Bill Hader | 31 marca 2019    | 1 kwietnia 2019       |
| 10 | 2 | The Power of No                        | Hiro Murai   | Taofik Kolade         | 7 kwietnia 2019  | 8 kwietnia 2019       |
| 11 | 3 | Past = Present x Future Over Yesterday | Minkie Spiro | Jason Kim             | 14 kwietnia 2019 | 15 kwietnia 2019      |
| 12 | 4 | What?!                                 | Liza Johnson | Duffy Boudreau        | 21 kwietnia 2019 | 22 kwietnia 2019      |
| 13 | 5 | ronny/lily                             | Bill Hader   | Alec Berg, Bill Hader | 28 kwietnia 2019 | 29 kwietnia 2019      |
| 14 | 6 | The Truth Has a Ring to It             | Alec Berg    | Emily Heller          | 5 maja 2019      | 6 maja 2019           |
| 15 | 7 | The Audition                           | Alec Berg    | Liz Sarnoff           | 12 maja 2019     | 13 maja 2019          |
| 16 | 8 | berkman > block                        | Bill Hader   | Alec Berg, Bill Hader | 19 maja 2019     | 20 maja 2019          |

### Sezon 3 (2022)
| Nr | # | Tytuł             | Reżyseria  | Scenariusz             | Premiera w HBO   | Premiera w HBO Polska |
| -- | - | ----------------- | ---------- | ---------------------- | ---------------- | --------------------- |
| 17 | 1 | forgiving jeff    | Bill Hader | Alec Berg i Bill Hader | 24 kwietnia 2022 | 25 kwietnia 2022      |
| 18 | 2 | limonada          | Bill Hader | Alec Berg i Bill Hader | 1 maja 2022      | 2 maja 2022           |
| 19 | 3 | ben mendelsohn    | Alec Berg  | Emma Barrie            | 8 maja 2022      | 9 maja 2022           |
| 20 | 4 | all the sauces    | Alec Berg  | Jason Kim              | 15 maja 2022     | 16 maja 2022          |
| 21 | 5 | crazytimesh*tshow | Alec Berg  | Emily Heller           | 22 maja 2022     | 23 maja 2022          |
| 22 | 6 | 710N              | Bill Hader | Duffy Boudreau         | 29 maja 2022     | 30 maja 2022          |
| 23 | 7 | candy asses       | Bill Hader | Liz Sarnoff            | 5 czerwca 2022   | 6 czerwca 2022        |
| 24 | 8 | starting now      | Bill Hader | Alec Berg i Bill Hader | 12 czerwca 2022  | 13 czerwca 2022       |

### Sezon 4 (2023)
| Nr | # | Tytuł                      | Reżyseria  | Scenariusz     | Premiera w HBO   | Premiera w HBO Polska |
| -- | - | -------------------------- | ---------- | -------------- | ---------------- | --------------------- |
| 25 | 1 | yikes                      | Bill Hader | Bill Hader     | 16 kwietnia 2023 | 17 kwietnia 2023      |
| 26 | 2 | bestest place on the earth | Bill Hader | Nicky Hirsch   | 16 kwietnia 2023 | 17 kwietnia 2023      |
| 27 | 3 | you're charming            | Bill Hader | Emma Barrie    | 23 kwietnia 2023 | 24 kwietnia 2023      |
| 28 | 4 | it takes a psycho          | Bill Hader | Taofik Kolade  | 30 kwietnia 2023 | 1 maja 2023           |
| 29 | 5 | tricky legacies            | Bill Hader | Bill Hader     | 7 maja 2023      | 8 maja 2023           |
| 30 | 6 | the wizard                 | Bill Hader | Duffy Boudreau | 14 maja 2023     | 15 maja 2023          |
| 31 | 7 | a nice meal                | Bill Hader | Liz Sarnoff    | 21 maja 2023     | 22 maja 2023          |
| 32 | 8 | wow                        | Bill Hader | Bill Hader     | 28 maja 2023     | 29 maja 2023          |

## Produkcja
11 stycznia 2016 roku stacja kablowa HBO zamówiła pilotowy odcinek serialu, w którym główną rolę zagrał Bill Hader. W kolejnym miesiącu Sarah Goldberg, Glenn Fleshler, Henry Winkler i Anthony Carrigan dołączyli do obsady serialu. Pod koniec kwietnia 2016 roku poinformowano, że Stephen Root zagra Fuchesa.
2 czerwca 2016 roku stacja kablowa HBO zamówiła pierwszy ośmioodcinkowy serial. 12 kwietnia 2018 roku stacja HBO zamówiła drugi sezon.
11 kwietnia 2019 roku stacja HBO ogłosiła przedłużenie serialu o trzeci sezon.

## Odbiór
Barry spotkał się z ciepłą reakcją krytyków. W agregatorze recenzji Rotten Tomatoes ogólny wynik serialu wyniósł 98%, a w Metacritiku średnia ważona ocen wszystkich serii to 88 punktów na 100. W polskim Mediakrytyku średnia ocen z czterech recenzji wyniosła 9,2 na 10.

## Nagrody

### Emmy
- 2018
  - Najlepszy aktor w serialu komediowym – Bill Hader
  - Najlepszy aktor drugoplanowy w serialu komediowym – Henry Winkler
  - Najlepszy dźwięk w serialu komediowym, dramatycznym (półgodzinnym) lub animowanym – Benjamin Patrick, Elmo Ponsdomenech, Todd Beckett, za odcinek „Chapter Seven: Loud, Fast And Keep Going”
- 2019
  - Najlepszy aktor w serialu komediowym – Bill Hader
  - Najlepszy dźwięk w serialu komediowym, dramatycznym (półgodzinnym) lub animowanym – Aaron Hasson, Benjamin Patrick, Elmo Ponsdomenech, Jason Gaya – za odcinek „ronny/lily”
  - Najlepszy montaż dźwięku w serialu komediowym lub dramatycznym (półgodzinnym) lub animacji – Alyson Dee Moore, Chris Moriana, Clayton Weber, Harrison Meyle, John Creed, Mark Allen, Matthew E. Taylor, Michael Brake, Rickley W. Dumm, Sean Heissinger, za odcinek „ronny/lily”

### Satelity
- 2019
  - Satelita – Najlepszy aktor w serialu komediowym lub musicalu Bill Hader

### Amerykańska Gildia Reżyserów Filmowych
- 2019
  - Najlepsze osiągnięcie reżyserskie w serialu komediowym – Bill Hader, za odcinek „Chapter One: Make Your Mark”
- 2020
  - Najlepsze osiągnięcie reżyserskie w serialu komediowym – Bill Hader, za odcinek „ronny/lily”

### Amerykańska Gildia Scenarzystów
- 2019
  - Najlepszy scenariusz nowego serialu – Alec Berg, Ben Smith, Bill Hader, Duffy Boudreau, Elizabeth Sarnoff, Emily Heller, Sarah Solemani
  - Najlepszy scenariusz odcinka serialu komediowego – Alec Berg, Bill Hader, za odcinek „Chapter One: 'Make Your Mark”
- 2020
  - Najlepszy scenariusz serialu komediowego – Alec Berg, Bill Hader, Duffy Boudreau, Elizabeth Sarnoff, Emily Heller, Jason Kim, Taofik Kolade

### Critics’ Choice Television
- 2019
  - Najlepszy aktor w serialu komediowym – Bill Hader
  - Najlepszy aktor drugoplanowy w serialu komediowym – Henry Winkler
- 2020
  - Najlepszy aktor w serialu komediowym – Bill Hader

### Złote Szpule
- 2020
  - Złota Szpula – Najlepszy montaż dźwięku w odcinku produkcji poniżej 35 minut – za odcinek „ronny/lily”[20]